# Wunstorfer Moor
Koordinaten: 52° 29′ 1″ N, 9° 24′ 56″ O

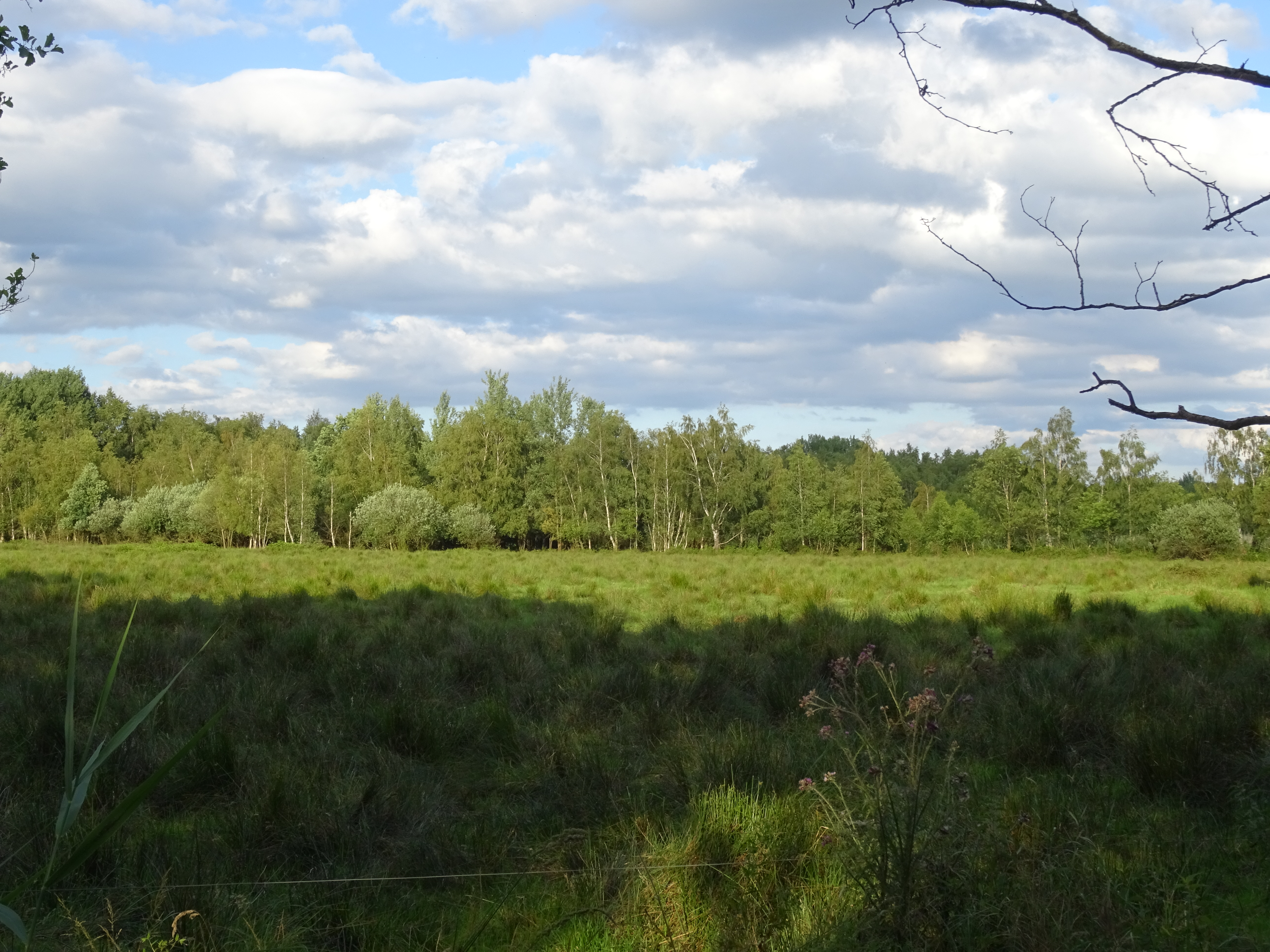
Wunstorfer Moor

Das Wunstorfer Moor ist ein ehemaliges Naturschutzgebiet in den niedersächsischen Städten Wunstorf und Neustadt am Rübenberge in der Region Hannover.

## Allgemeines
Das Naturschutzgebiet mit dem Kennzeichen NSG HA 154 war 650 Hektar groß. Es war vollständig Bestandteil des FFH-Gebietes „Steinhuder Meer (mit Randbereichen)“ und des EU-Vogelschutzgebietes „Steinhuder Meer“. Im Westen grenzte es an das ehemalige Naturschutzgebiet „Ostufer Steinhuder Meer“. Das Gebiet stand seit dem 21. März 1991 unter Naturschutz. Am 27. Mai 2016 wurde die Verordnung als  Naturschutzgebiet aufgehoben. Die Flächen wurden Teil des neuen NSG HA 154 Totes Moor. Zuständige untere Naturschutzbehörde war die Region Hannover.

## Beschreibung
Das ehemalige Naturschutzgebiet liegt zwischen Neustadt am Rübenberge und Steinhude innerhalb des Naturparks „Steinhuder Meer“ und in der Hannoverschen Moorgeest, einer eiszeitlichen Geest- und Grundmoränenlandschaft. Es stellte einen Ausschnitt des Toten Moores unter Schutz und lag im Südosten dieses ausgedehnten Hochmoorkomplexes.
Das Moorgebiet wurde in der Vergangenheit entwässert und teilweise genutzt. Die ehemals bäuerlichen Handtorfstiche sind heute ungenutzt. In ihnen haben sich Torfmoos-Schwingrasen entwickelt. Die Randbereiche sind mit Birken-Moorwald und Weidengebüschen sowie Hochstaudenfluren bestanden. Im Süden und Osten sind Flächen kultiviert worden. Sie werden heute überwiegend als feuchtes Grünland für die Mahd oder als Weide genutzt.
Teile des Moores wurden zum Zeitpunkt der Unterschutzstellung noch industriell abgetorft. Diese wurden nach dem Ende der Nutzung wiedervernässt, wodurch eine größere Wasserfläche entstanden ist. Zusätzlich wurden Entkusselungsmaßnahmen durchgeführt.
Das Moorgebiet, das Lebensraum schutzbedürftiger Tier- und Pflanzenarten ist, sollte durch die Unterschutzstellung gesichert und durch geeignete Maßnahmen renaturiert werden. Das Moor entwässert teilweise zum Steinhuder Meer und teilweise zur Leine.